# 1359 Prieska
1359 Prieska è un asteroide della fascia principale del diametro medio di circa 51,98 km. Scoperto nel 1935, presenta un'orbita caratterizzata da un semiasse maggiore pari a 3,1195032 UA e da un'eccentricità di 0,0628138, inclinata di 11,10126° rispetto all'eclittica.
Il nome si riferisce a un villaggio della Provincia del Capo, in Sudafrica.